# الهدنة الدائمة للسلام والصداقة
الهدنة الدائمة للسلام والصداقة هي معاهدة دخلت حيز التنفيذ في عام 1861 بين المملكة المتحدة والبحرين.
وفقا لشروطها فإن المملكة المتحدة وفرت الحماية من الاعتداءات البحرية والمساعدة في الاعتداءات البرية في مقابل وعود فقط من البحرين بنشر قوات المملكة المتحدة في البحرين ولا يحق للبحرين الدخول في علاقات مع حكومات أجنبية أخرى دون موافقة المملكة المتحدة. تم تعديل المعاهدة في عام 1892 وعام 1951.